# Oluf Hartmann
Oluf Hartmann (16 février 1879 - 16 janvier 1910) est un peintre danois. Formé à l'Académie royale des beaux-arts du Danemark à Copenhague, il expose ses œuvres lors d'importantes expositions dans les années 1900.

## Biographie
Hartmann est né à Søllerød, Danemark, où ses parents habitent la villa Carlsminde. Il est le fils du compositeur Emil Hartmann, et petit-fils du compositeur Johan Peter Emilius Hartmann, et grandit ainsi dans une famille ayant marqué pendant plusieurs générations la musique et les arts au Danemark. 
Passionné de dessin dès son plus jeune âge, il est formé à l'Académie de Gustav et Sophus Vermehren (da) de 1896 à 1902, sous la tutelle de Frants Henningsen. Après y avoir terminé ses études, il s'inscrit à l'école de peinture de Kristian Zahrtmann de 1902 à 1904, où il participe à une scène artistique d'avant-garde et développe le traitement des couleurs et des formes. Il étudie ensuite pendant trois ans à l'Académie royale des beaux-arts du Danemark à Copenhague. 
Au cours de sa courte carrière, il effectue quelques voyages d'études à l'étranger en 1902-1909 en Italie, en Belgique, en Hollande et à Paris. Il réside  également au manoir de Fuglsang de sa sœur Bodil Neergaard, où séjournent régulièrement de nombreux musiciens et artistes et où chaque soir, des concerts privés sont organisés. Il y fréquente notamment Edvard Grieg et Carl Nielsen, ou encore Julius Röntgen. 
Ses œuvres qui tirent fréquemment leurs sujets de la mythologie ou de la Bible évoquent des symboliques plus larges, telles que la lutte de l'homme avec le destin dans la bataille de Jacob avec l'ange; ou la brutalité et l'absurdité de la guerre dans le combat des grecs et des troyens pour le corps de Patrocle. Sa palette s’apparente à celle de Delacroix, Goya et Rembrandt. Il fait une synthèse dans ses peintures des styles traditionnels et modernes, avec des contours classiques et une composition géométrique tenant des figures qui bordent l'art abstrait. Hartmann est considéré comme l'un des artistes émergents de sa génération et ses œuvres sont tenues en haute estime par ses pairs. Après son décès prématuré, André Salmon publie à sa mémoire une série de ses eaux-fortes, accompagnée d’une introduction et notice biographique. 
Certains de ses paysages représentent la presqu’île et réserve naturelle de Skejten (da) attachée à Fuglsang. Il est possible que Hartmann y ait rencontré Olaf Rude ou d'autres peintres, les parents de Rude possédant une ferme près de Fuglsang et Rude ayant peint certains de ses paysages les plus célèbres à Skejten - notamment les deux fresques qui ornent la grande salle du Parlement à Copenhague. Récemment, l’art d’Oluf Hartmann a connu un regain d'intérêt et sa place charnière dans le développement de l’art du XXe siècle au Danemark a été mise en avant notamment par l’historien d’art Mikael Wivel (da). Après sa mort, des expositions lui ont été régulièrement consacrées au Danemark, en Scandinavie et à plusieurs reprises en Italie.
Il présente des oeuvres à l'exposition de printemps de Charlottenborg en 1905 et 1907 ainsi qu'à Den Frie Udstilling en 1908 et 1909. Il meurt le 16 janvier 1910, à Copenhague,  après une appendicectomie infructueuse. Ses œuvres sont exposées dans plusieurs musées danois. 
Carl Nielsen écrit son Andante Lamentoso pour orchestre à cordes (Devant le cercueil d’un jeune artiste) pour ses funérailles. Après sa mort, ses frères et sœurs ont fondé la bourse Oluf Hartmann pour de jeunes peintres.